# 李鸝
{{subst:Proposed deletion|concern=privacy and no publicity}}

李鸝（英文名︰Li Lei, Lillian），香港出生的八十後，曾於華英中學讀書。是《特教平權》的創辦人，亦是勞工及福利局轄下的就業小組委員會委員(2014-2015)。
李鸝的二妹李菁，是1999年的聾人狀元，但畢業後卻因弱聽問題，而找不到工作，也不能在社會中找到自己的價值，最後於2008年3月1日自殺身亡。而在妹妹死後，家人也不能根據死者本人的意願安排後事，亦令李鸝感到痛心。而她外婆曾向家人提過喪禮安排，令家人在安排後事時少了很多不必要的摸索，也完成了外婆的最後心願，這些，都使李鸝萌起了搞「最後派對」的計劃，在籌備了3、4年後，終於2013年在自己創立的「光靈有限公司」中，推出相關服務。